# ذا كينغ أوف فايترز 15
ذا كينغ أوف فايترز 15، هي لعبة فيديو قتال، تم تطويرها بواسطة شركة إس إن كي، ونشرها بواسطة شركة ديب سيلفر، أطلقت عالميا بتاريخ 17 فبراير، 2022 على منصات بلاي ستيشن 4 وبلاي ستيشن 5 ومايكروسوفت ويندوز وإكس بوكس سيرياس إكس وإس، وهي الجزء الخامس عشر من سلسلة ذا كينغ أوف فايترز، وتكملة لجزءها السابق ذا كينغ أوف فايتر 14، حيث تدعم اللغة العربية لمنصة بلاي ستيشن 4.

## أسلوب اللعب
مثل الإصدارات السابقة، يستخدم هذا الإصدار نظام قتال يتضمن فرقًا مكونة من ثلاثة مقاتلين. يعود نظام التفادي أيضًا تحت اسم Shatter Strike. كما أنه يعيد دمج نظام MAX Mode الشائع حيث يمكن للمقاتلين استخدام تقنيات أقوى بمجرد ملء قضبان الطاقة. على عكس الجزء السابق، ولكن الآن تمامًا مثل الحركات الفائقة السابقة، يمكن للشخصيات الآن استخدام إصدارات MAX/EX من الحركات الخاصة، مع أو بدون الدخول إلى وضع MAX. يتميز هذا الجزء بمجموعة واسعة من الأوضاع عبر الإنترنت، بما في ذلك الرانك ماتش وأونوفيشال ماتش والروم ماتش وأونلاين تريننغ.

## الملخص
تدور قصة هذا الجزء، حول مقاتلين يتمتعان بقوى خارقة للطبيعة مرتبطة بالأكوان المتعددة، Shun'ei وIsla، من بين الأبطال العائدين الآخرين الذين يواجهون تهديدات متجددة.